# Селец (Вишневский сельсовет)
Селе́ц (бел. Сяле́ц, пол. Sielec) — деревня в Сморгонском районе Гродненской области Белоруссии.
Входит в состав Вишневского сельсовета.
Расположена в восточной части района к юго-востоку от реки Зуста. Расстояние до районного центра Сморгонь по автодороге — около 15,5 км, до центра сельсовета агрогородка Войстом по прямой — чуть менее 5,5 км. Ближайшие населённые пункты — Замостье, Острово, Рацевичи. Площадь занимаемой территории составляет 0,4091 км², протяжённость границ 7760 м.

## История
Первые письменные упоминания датируются XVI веком.
Деревня отмечена на карте Шуберта (середина XIX века) под названием Сельцы в составе Войстомской волости Свенцянского уезда Виленской губернии. В 1864 году Селец, известный также как Сельцо, насчитывал 80 ревизских душ, 18 дворов, 15 жителей-православных и 200 католиков. Входил в состав имения Войстом.
После Советско-польской войны, завершившейся Рижским договором, в 1921 году Западная Белоруссия отошла к Польской Республике и деревня была включена в состав новообразованной сельской гмины Войстом Свенцянского повета Виленского воеводства. 1 января 1926 года гмина Войстом была переведена в состав Вилейского повета.
В 1938 году Селец насчитывал 65 дымов (дворов) и 305 душ.
В 1939 году, согласно секретному протоколу, заключённому между СССР и Германией, Западная Белоруссия оказалась в сфере интересов советского государства и её территорию заняли войска Красной армии. Деревня вошла в состав новообразованного Сморгонского района Вилейской области БССР. После реорганизации административного-территориального деления БССР деревня была включена в состав новой Молодечненской области в 1944 году. В 1960 году, ввиду новой организации административно-территориального деления и упразднения Молодечненской области, Селец вошёл в состав Гродненской области.

## Население
| 1864 | 1938 | 1999 | 2009 |
| ---- | ---- | ---- | ---- |
| 215  | 305  | 63   | 31   |

## Транспорт
Через деревню проходит автомобильная дорога местного значения Н6753 Войстом — Лозовка — Селец — Острово. Также через деревню проходит маршрут рейсового автобуса Сморгонь — Войстом.

## Достопримечательности
В деревне находятся две придорожных часовни, одна из которых построена в 1906 году (на южной окраине), другая позже 1990 года (на северной окраине). Также к северу от Сельца, на другом берегу Зусты располагаются руины хозяйственной постройки XIX века